# Zastal 401Wk
401Wk — typ wagonów węglarek, produkowanych w latach 1975—1977 w Fabryce Wagonów Zastal w Zielonej Górze.
Wagon typu 401Wk stanowił kolejny krok w uproszczeniu konstrukcji węglarek przeznaczonych do masowego transportu ładunków sypkich, przy zachowaniu uniwersalności. Zasadniczą zmianą w stosunku do poprzednich modeli było zlikwidowanie środkowych drzwi i pozostawienie jedynie dwóch skrajnych par drzwi ładunkowych w każdej ścianie bocznej wagonu, przy zachowaniu układu pionowych słupków jak w wagonach 401Wb.
Według tych założeń konstrukcyjnych przebudowano także wszystkie pozostałe jeszcze w eksploatacji wagony typu 401Wb i 401Wd. We wszystkich wagonach tej rodziny przeprowadzone zostały też wzmocnienia słupów pudła i górnej obwodziny.
Po 2000 roku zrealizowano również odbudowę niewielkiej grupy wagonów 401Wb i 401Wk, która polegała na wykonaniu nowego nadwozia z jedną parą drzwi w każdej ścianie (po przekątnej pudła), z zachowaniem oryginalnego rozstawienia słupków pionowych oraz konstrukcji ściany czołowej (stałej w 401Wk, odchylnej w 401Wb).
Wagony typu 401Wb przeznaczone były zasadniczo wyłącznie do komunikacji wewnętrznej.